# Econet
Econet — разработанная компанией Acorn Computers, бюджетная локальная вычислительная сеть, предназначенная для школ и малого бизнеса. 
Данное программное обеспечение было вытеснено, по большей части, AUN (Acorn Universal Networking), хотя некоторые поставщики до сих пор предлагают комплекты для соединения старых и новых сетей. AUN, в свою очередь, был вытеснен Acorn Access+. Поддержка Econet ядром Linux закончилась на версии 3.5 в 2019 году, в связи с невысокой популярностью и уязвимостью для повышения привилегий.

## История разработки
Econet первоначально разрабатывался в 1981 году под компьютеры Acorn Atom and Acorn System 2/3/4. Также в этом году был создан BBC Microcomputer, с расчетом на поддержку дискет и Econet в следующих версиях.
В 1982 году Министерство образовании Тасмании объявило тендер на поставку персональных компьютеров для школ. Ранее в том же году компанией Barson Computers, австралийским распространителем компьютеров Acorn, был выпущен BBC Microcomputer с хранилищем дискет в комплекте. Сотрудник компании Герман Хаузер и Крисс Кюри согласились с идеей оснастить эти компьютеры системой Econet, как ранее это было сделано с дисковой системой. Как и в случае с дисковой файловой системой они обговорили, что Barson придется адаптировать сетевую файловую систему из Acorn System 2 без поддержки со стороны Acorn. Инженеры Barson добавили несколько модификаций, призванных исправить ошибки в первоначальной конфигурации материнской платы BBC Micro, которые в более поздних релизах были переняты Acorn. Учитывая поддержку дискет и работающий сетевой интерфейс, BBC Micro был введен в эксплуатацию в школах на всей территории Австралии и Новой Зеландии и быстро затмил собой Apple II в частных школах.
Приняв во внимание полное отсутствие какой-либо методической литературы, глава отделения Acorn в Barson принимает решение выпустить первую документацию по Econet.
Econet для BBC Micro был введен в эксплуатацию на территории Великобритании в 1984 году и позже стал также популярен, как сетевой интерфейс для Acorn Archimedes. В итоге, Econet поддерживался на всех компьютерах Acorn, вышедших после Acorn Atom, за исключением Acorn Electron (не считая модели для Австралии и Новой Зеландии, для которых Barson Computers выпустила свою дочернюю плату), A3010 и отмененного Phoebe 2100.
Econet поддерживался операционными системами Acorn MOS, RISC OS and RISC iX. Acorn однажды получило предложение от Commodore International, которое было отклоненно.

### Последующее развитие
Из-за падения цен и повсеместного использования IP соединения в начале 1990-х был разработан AUN — объединение технологии Econet и TCP/IP. Его целью было обеспечение поддержки Econet для аппаратов, соединенных с сетью Ethernet.
Протоколы Econet и AUN также поддерживались ядром Linux.

## Поддерживаемые системы
Econet поддерживался огромным количеством компьютеров и серверного оборудования, выпущенного как компанией Acorn, так и другими компаниями. Помимо Acorn's MOS и RISC OS использовались и другие опреационные системы, такие как CP/M, DR-DOS, Unix и Microsoft Windows.
Econet API включало в себя команду Econet_MachinePeek, которая может, благодаря ПО, определить есть ли машина в сети и какое аппаратное обеспечение на ней используется. Эта команда возвращала машинный код, который отображал, какое аппаратное обеспечение обеспечивает поддержку Econet.
| Код           | Модель аппарата                           |
| ------------- | ----------------------------------------- |
| &0000         | Зарезервированно                          |
| &0001         | Acorn BBC Micro Computer (OS 1 и OS 2)    |
| &0002         | Acorn Atom                                |
| &0003         | Acorn System 3 or System 4                |
| &0004         | Acorn System 5                            |
| &0005         | Acorn Master 128 (OS 3)                   |
| &0006         | Acorn Electron (OS 0)                     |
| &0007         | Acorn Archimedes (OS 6)                   |
| &0008         | Зарезервированно под Acorn                |
| &0009         | Acorn Communicator                        |
| &000A         | Acorn Master 128 Compact Econet Terminal  |
| &000B         | Acorn Filestore                           |
| &000C         | Acorn Master 128 Compact (OS 5)           |
| &000D         | Acorn Ecolink card for Personal Computers |
| &000E         | Acorn Unix Workstation                    |
| &000F - &FFF9 | Зарезервированно                          |
| &FFFA         | SCSI Interface                            |
| &FFFB         | SJ Research IBM PC Econet interface       |
| &FFFC         | Nascom 2                                  |
| &FFFD         | Research Machines 480Z                    |
| &FFFE         | SJ Research File Server                   |
| &FFFF         | Z80 CP/M                                  |

Мануал включал программу для отображения модели, ПО, а также номера релиза.
В обновленном мануале список получил следующее расширение:
| Код           | Модель аппарата        |
| ------------- | ---------------------- |
| &000F         | RISC PC architecture   |
| &0010 - &FFF7 | Зарезервированно       |
| &FFF8         | SJ Research GP server  |
| &FFF9         | SJ Research 80386 UNIX |

## Физический и передающий данные уровни
|   |                     |
| 1 | Данные (+ve)        |
| 2 | Заземление          |
| 3 | Тактовые часы (+ve) |
| 4 | Данные (-ve)        |
| 5 | Тактовые часы (-ve) |

Econet является шиной из пяти проводов. Одна пара отводилась под тактовую частоту, одна под данные и последний провод под заземление. сигналы использовали пяти-вольтовый стандарт RS-422 со скоростью передачи один бит за такт. Неэкранированные кабели использовались для коротких дистанций, а экранированные - для более больших расстояний.
Главный коннектором являлся DIN-5. Позже 32-битные аппараты (особенно A3020 и A4000), стали устанавливать Econet соединение через 5 из 15 каналов сетевого порта типа D. Порт очень похож на AUI, но они несовместимы.
Каждая система Econet  управлялась чипом Motorola MC68B54 Advanced Data Link Controller (ADLC), Который отвечал за прием/передачу электрических сигналов и коллизии определений.

## Сетевой и проводящий уровни
Econet использует систему передачи без установки соединения, схожую с UDP, то есть без проверок на соединение. Каждый пакет имеет четырех-байтовый заголовок, состоящий из:
1. Номер станции назначения
2. Номер сети назначения
3. Номер станции источника
4. Номер сети источника

Передача данных состояла из 4 этапов, каждая с заголовком, указанным выше:
1. Отправляющая станция отправляет разведывательный пакет с номером парта и байтом флага
2. Принимающая станция возвращает информацию об успехе
3. Отправляющая станция высылает данные
4. Принимающая станция оповещает о принятии данных, схожим со 2 этапом образом

## Сетевые службы
Во времена когда Econet был разработан и занял свое место на рынке, главной целью компьютерных сетей было обеспечение локальной сети общим доступом к дорогостоющему оборудованию, такому как дисковые накопители и принтеры. Компания Acorn предоставляла программное обеспечение под BBC Micro для реализации файлового сервера и также для доступа к сетевым принтерам. Первый файловый сервер был очень простым, главным образом предоставляя ограниченный доступ к дискетам по сети. Серверное программное обеспечение разрабатывалось многие годы, за время которых Acorn и многие другие производители выпустили особые серверы для Econet, основанные на различных технологиях. Все эти серверы можно очень грубо разделить на три категории:
- Начиная с Acorn Level 1 до Level 4, запущенные на стандартных компьютерах (BBC, Master or Archimedes) и обеспечивающие простой функционал с файлами и сетевыми принтерами.
- Специальный модуль Acorn FileStore, запушенный на определенном обородувании с высокой емкостью и большим функционалом.
- Сторонние модули (в основном от SJ Research), опять же запущенные на особом оборудовании и с собственным серверным программным обеспечением. Есть также с расширением от Acorn, но они содержат дополнительные улучшения.

Список аппаратов из раздела "Поддерживаемые системы" показывает разнообразие доступного и планируемого оборудования.
Дополнительные службы могут быть подключены через специальное API. Небольшие утилиты, вроде сетевых чатов, часто публиковались в журналах или передавались между пользователями; эти программы обычно были сделаны с использованием протоколов Econet для работы с базовыми файловыми серверами и сетевыми принтерами.  Более крупные программы (некоторые из которых были коммерческими) предоставлялись через телетекст или модемы.

## Сравнение с современными системами
В то время как Econet считается уникальным среди сетевых систем и специализирован под компьютеры Acorn, он имеет множество схожестей с современными сетевыми файловыми системами и протоколами:
- Удалённый вызов процедур — почти все сетевые операции исполняются через примитивную удаленную систему вызовов, либо пропуская командную строку напрямую к файловому серверу, либо пропуская блок параметров вызова операционной системы. Команда для входа *I AM будет обработана, пропуская всю команду, через возвращенный обратно командой код.
- Запрос Прав — к появлению систем Acorn Level 4 File Server и SJ Research MDFS, файловый сервер Econet уже имел систему авторизации с публичными и приватными атрибутами. Она работала схоже с системой прав в Unix, но без поля group. Файлы могли быть доступны на чтение или запись всем, только пользователю, либо и всем, и пользователю.
- Подсеть. Econet обычно являлся одиночной частью сети, которая принималась за сетевой 0. С использованием одного и более мостов было возможно иметь до 127 сегментов с 254 хостами в каждом, до максимума в 32,258 возможных машин.
- Широковещательный канал. Используя 255 хоста, Econet мог отправлять пакеты любому хосту в сетевом сегменте. Дальнейшее развитие пользовательского программного обеспечения использовало это для автоматического нахождения файла и использования сетевых принтеров.
- Буферизация принтера. Поздние версии Сетевого ПО Econet для принтеров использовали буферизацию для локальной записи печати перед отправкой на удаленный принтер. Это нужно было для того, чтобы быть уверенным, что все данные отправились на принтер за одну отправку.
- Порты. Из-за разнообразия протоколов (файловые серверы, сетевые принтеры, мосты и так далее) использовались определенные номера портов.[16][17][18] В связи с этим стали доступны такие сервисы как  BroadcastLoader, AppFS, телетекстовые серверв и целый список разных программ для переписок и многопользовательских игр существующих на системе Econet.